# Deslandres (månekrater)
Deslandres er et stærkt nedslidt og forstyrret nedslagskrater på Månen. Det befinder sig i det forrevne sydlige højland på Månens forside, sydøst for Mare Nubium. Dets diameter på 256 km er den næststørste på forsiden, kun overgået af Baillykraterets 303 km. Det er opkaldt efter den franske astrofysiker Henri A. Deslandres (1853 – 1948).
Navnet blev foreslået af Eugène M. Antoniadi i 1942 og blev officielt tildelt af den Internationale Astronomiske Union (IAU) i 1948.  Krateret var indtil da kendt under navnet Hörbiger, opkaldt efter den østrigske opfinder og ophavsmand til teorien om Welteislehre, Hanns Hörbiger.

## Omgivelser
Deslandreskrateret har Waltherkrateret forbundet til resterne af den østlige rand, og Ballkrateret trænger ind i den sydvestlige rand. Kraterresten Lexell har gennembrudt den sydøstlige rand og danner en "havn" i kraterbunden på grund af en bred åbning i dets nordlige rand. Det irregulære Regiomontanuskrater er forbundet med den nordøstlige rand af Deslanders, mens Hellkrateret ligger helt inden for den vestlige rand. 

## Karakteristika
Deslandres er så stærkt eroderet og ødelagt af overlappende nedslag, at det ikke genkendtes som et krater før i det 20. århundrede.
Satellitkrateret "Hell Q" ligger i centrum af et område med højere albedo i Deslandres' østlige halvdel. Omkring fuldmåne er dette sted et af de klareste på måneoverfladen. Den lyse tone angiver et forholdsvis ungt landskabstræk i henhold til Månens geologiske forhold. Området omtales somme tider som "Cassinis lyse plet", fordi det først kortlagdes af Cassini i 1672 ved Paris Observatoriet.
De nordlige og østlige dele af kraterbunden har en ret jævn overflade, men er arret af mangfoldige kratere. Der er et lille område med maremateriale, dvs. basaltisk lava, i den østlige del af bunden.

## Måneatlas
- Billeder af Deslandreskrateret i LPI-måneatlasset